# Eledees
Eledees (appelé Elebits en Amérique du Nord)  est un jeu vidéo d'action en vue subjective développé et édité par Konami en 2006 sur Wii.
Les Eledees sont des petites créatures qui sont une source d'énergie, et qui peuvent tout faire fonctionner, des téléviseurs aux automobiles. Le titre original du jeu, Elebits, est un mot-valise conçu à partir d'« electricity » et de « bit ».
Le joueur contrôle Kai, un garçon âgé de 10 ans qui déteste les Eledees et qui est jaloux de l'attention qu'ils reçoivent de ses parents, un couple de chercheurs sur les Eledees. Un soir, le tonnerre frappe la ville, ce qui cause une coupure de courant générale. Kai se retrouve donc dans le noir et décide de capturer les Eledees de sa maison pour faire remarcher tous les appareils.
Eledees: The Adventures of Kai and Zero, la suite du jeu, est sortie sur Nintendo DS.

## Système de jeu
Le jeu est divisé en petites étapes, chacune représentant un certain endroit. Au fur et à mesure de la progression dans le jeu, le joueur va d'abord explorer les pièces de sa maison pour ensuite se déplacer dans la rue et dans des zones plus éloignées. En utilisant le curseur à l'écran, le joueur peut viser et capturer des Eledees, extrayant ainsi leur énergie. Les niveaux du mode Histoire sont terminés lorsque le joueur a atteint une certaine quantité d'énergie, une limite de temps étant généralement incluse.
Le titre dispose d'un mode Édition, qui propose de revisiter les niveaux déjà joués pour y placer soi-même les Eledees, des objets de décor ou des bonus.
Eledees utilise le service en ligne de la Wii, le WiiConnect24. Les joueurs peuvent prendre des captures d'écran et les envoyer à d'autres consoles Wii, et peuvent aussi envoyer les niveaux qu'ils ont créé dans le mode Édition.

## Développement
Le jeu a été développé par la même équipe que Dewy's Adventure, une équipe interne à Konami. Les deux jeux ont été produits par Shingo Mukaitouge, qui dirigeait une équipe de 30 membres pour chacun des jeux.

## Réception critique
Eledees a reçu globalement des critiques positives, avec une moyenne de 75,61 % sur GameRankings, basée sur 49 critiques et de 75/100 sur Metacritic basée sur 46 critiques. Sur GameRankings, le jeu s'est d'ailleurs classé 6e jeu Wii sorti en 2006 le mieux noté, devant Excite Truck.
Jeuxvideo.com lui a accordé un 13/20, soulignant qu'« Eledees se pose en quelque sorte comme le Pikmin de la Wii : un jeu très rafraîchissant et qui mérite une suite ! ». Gamekult lui a attribué un 6/10, félicitant la « maniabilité bien pensée » mais regrettant la facilité du titre et le fait qu'il soit « potentiellement lassant ». Gamekult a également critiqué le mode Édition, dont la critique souligne que l'intérêt « semble assez limité ».

## Ventes
D'après VG Chartz, le jeu s'est vendu à 22 332 unités lors de sa première semaine en Amérique, et à 32 285 exemplaires durant sa deuxième semaine. Au Japon, le titre a démarré avec une première semaine à 6 278 jeux vendus.
Au 10 août 2009, environ 210 000 unités avaient été vendus en Amérique et 80 000 au Japon.